# Lake Station
La ville de Lake Station est située dans le comté de Lake, dans l’État de l’Indiana, aux États-Unis. Sa population s’élevait à 12 572 habitants lors du recensement de 2010, estimée à 11 952 habitants en 2016.

## Source
- (en) Cet article est partiellement ou en totalité issu de l’article de Wikipédia en anglais intitulé « Lake Station, Indiana » (voir la liste des auteurs).